# Bóng chuyền tại Đại hội Thể thao Liên châu Mỹ
Bóng chuyền cho cả nam và nữ chơi tại Đại hội Thể thao Liên châu Mỹ từ năm 1955, khi sự kiên thể thao đa môn lần thứ hai được tổ chức ở Thành phố México, México.

## Nam

### Bảng xếp hạng huy chương
| TT        | Quốc gia  | HCV | HCB | HCĐ | Tổng |
| 1         | Cuba      | 5   | 5   | 3   | 13   |
| 2         | Brasil    | 4   | 7   | 5   | 16   |
| 3         | Hoa Kỳ    | 4   | 4   | 0   | 8    |
| 4         | Argentina | 3   | 0   | 4   | 7    |
| 5         | Venezuela | 1   | 0   | 0   | 1    |
| 6         | México    | 0   | 1   | 2   | 3    |
| 7         | Canada    | 0   | 0   | 3   | 3    |
| Tổng cộng | Tổng cộng | 17  | 17  | 17  | 51   |

### MVPtheo mùa giải
- 1955 – 1999 – Không rõ
- 2003 –  Ernardo Gómez
- 2007 –  Gilberto Godoy
- 2011 –  Wilfredo Leon
- 2015 –  Facundo Conte
- 2019 –  Nicolás Bruno

## Nữ

### Bảng xếp hạng huy chương
| TT        | Quốc gia          | HCV | HCB | HCĐ | Tổng |
| 1         | Cuba              | 8   | 3   | 1   | 12   |
| 2         | Brasil            | 4   | 3   | 2   | 9    |
| 3         | Hoa Kỳ            | 2   | 5   | 5   | 12   |
| 4         | Cộng hòa Dominica | 2   | 0   | 1   | 3    |
| 5         | México            | 1   | 0   | 3   | 4    |
| 6         | Perú              | 0   | 5   | 3   | 8    |
| 7         | Colombia          | 0   | 1   | 0   | 1    |
| 8         | Canada            | 0   | 0   | 1   | 1    |
| 9         | Argentina         | 0   | 0   | 0   | 1    |
| Tổng cộng | Tổng cộng         | 17  | 17  | 17  | 51   |

### MVPtheo mùa giải
- 1955 – 1999 – Không rõ
- 2003 –  Yudelkys Bautista
- 2007 –  Nancy Carrillo
- 2011 –  Yoana Palacios
- 2015 –  Carli Lloyd
- 2019 –   Bethania de la Cruz